# Mota de Trespalacios
La Mota de Trespalacio o Trespalacios (originalmente Trespalacio) es un yacimiento arqueológico situado en la localidad de Hinojedo, municipio de Suances (Cantabria, España). Se encuentra en el barrio de Gándara y está declarada como Bien Inventariado. Se estima que fue construida entre los siglos X y XI.
Los restos son perfectamente visibles, constando de un círculo de tierra rodeado de dos anillos, también de tierra. Posiblemente se situara sobre el círculo central una torre o fortificación y, sobre los anillos circundantes, murallas defensivas. No se aprecian aberturas en los anillos, por lo que se piensa que pudieran tener acceso elevado, aprovechando el espacio entre elevaciones para servir de foso inundado. El diámetro total es de unos 70 metros. Las motas son elementos defensivos poco habituales en la península ibérica. En otras partes de Europa se encuentran numerosos ejemplos de fortificaciones de este tipo.

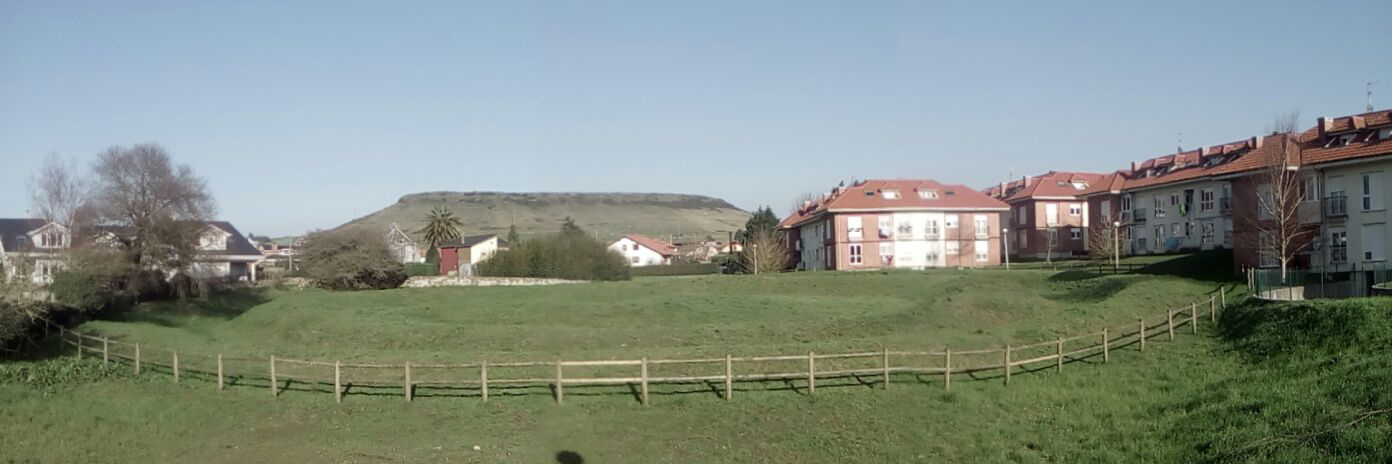
Mota de Trespalacio. Al fondo, La Masera o Castíu.

## Etimología
Aunque el término local y originario sea en singular, en varias ocasiones aparece escrito, siempre en documentos modernos, como Trespalacios, en plural. Este es un error habitual motivado por la confusión de Tres con un numeral, siendo en realidad una preposición típica del lenguaje popular cántabro, equivalente al castellano Tras. Su significado real es Tras Palacio.
No se sabe bien por qué se le ha dado el topónimo que también llevan una fuente y un lavadero emplazados tras el palacio de Velarde, a unos 700 metros de distancia. Posiblemente se deba a una confusión debido a la existencia de un túmulo prehistórico en el lugar de Trespalacio. Este fue destruido durante las obras de construcción de un aparcamiento para la cercana iglesia de San Saturnino, en los últimos años del siglo XX o los primeros del siglo XXI. Una de las lajas de piedra que formaban parte del desaparecido enterramiento prehistórico puede contemplarse en el parque infantil, junto al aparcamiento, con una placa conmemorativa de su realización.